# Marc Donskoï
Marc Semionovitch Donskoï (en russe : Марк Семёнович Донской) est un réalisateur, scénariste, producteur et acteur soviétique. Il est né le 6 mars 1901 à Odessa, où son père est ouvrier poëlier, et décédé le 21 mars 1981 à Moscou, en Union soviétique.

## Biographie
Après cinq années d'études de médecine et de droit à Simpferopol, il rencontre, en 1926, à Moscou, l'écrivain et scénariste Victor Chklovski, auquel il soumet le scénario du Dernier retranchement. Il travaille comme assistant à la mise en scène et assistant au montage à Belarusfilm. Engagé en 1927 aux studios de Biélorussie à Léningrad, il réalise son premier film : Dans la grande ville. En 1935, il réalise le premier doublage en Union soviétique du film L'Homme invisible de James Whale. Il reçoit le Prix Staline en 1941  pour L'Enfance de Gorki et En gagnant mon pain, en 1946 pour L'Arc-en-ciel et en 1948 pour Varvara (film dont Staline fait substituer le titre L'Institutrice rurale au titre prévu par Donskoï L'Éducation sentimentale). 
En 1949, Staline interdit La Loi de la Grande Terre, réalisé l'année précédente. Marc Donskoï, qui a adhéré au Parti communiste soviétique en 1945, connaît alors une période de disgrâce jusqu'en 1954. Il est « déplacé » à Kiev. Sa réintégration aux studios Gorki à Moscou intervient seulement en 1957. Son film Thomas Gordéiev, adapté du roman homonyme de Maxime Gorki, est présenté au Festival de Locarno 1960.
Il a été membre du jury de Cannes en 1972.
Pour certains historiens du cinéma, son film Le Cheval qui pleure (en russe : Дорогой ценой, 1957), réalisé d'après le roman de l'écrivain ukrainien Mikhaïl Kotsioubinski, l'inscrit dans la mouvance du cinéma ukrainien.
Mort à Moscou, le cinéaste est enterré au cimetière de Novodevitchi. Son épouse Irina Donskaïa, scénariste de Gorki Film Studio, est décédée en 1983.

## Filmographie
- 1927 : La Vie (Jizn, Жизнь), court-métrage
- 1928 : Dans la grande ville ( V bolshom gorode, В большом городе), court-métrage coréalisé avec Mikhaïl Averbakh (ru)
- 1929 : Le Prix d'un homme (Tsena tcheloveka, Цена человека), coréalisé avec Mikhaïl Averbakh (ru)
- 1930 : Le Gommeux (Pijon, Пижон), court-métrage
- 1930 : L'Autre rive (ru) (Tchoujoï bereg, Чужой берег)
- 1931 : Le Feu (Ogon, Огонь)
- 1934 : La Chanson du bonheur (Pesnia o chtchastie, Песня о счастье), coréalisé avec Vladimir Legochine (ru)
- 1938 : L'Enfance de Gorki (Detstvo Gorkogo, Детство Горького)
- 1939 : En gagnant mon pain (V lioudiakh, В людях)
- 1940 : Mes universités (Moï ouniversitety, Мои университеты)
- 1941 : Les Romantiques (ru) (Romantiki, Романтики)
- 1942 : Recueil de films de guerre no 9 (ru) (Boïevoï kinosbornik 9, Боевой киносборник № 9)
- 1942 : Et l'acier fut trempé (ru) (Kak zakalyalas stal, Как закалялась сталь)
- 1944 : L'Arc-en-ciel (Raduga, Радуга)
- 1945 : Tarass l'indompté (ru) (Nepokorionnye, Непокоренные)
- 1947 : L'Institutrice du village (Selskaïa outchitelnitsa, Сельская учительница)
- 1949 : Alitet s’en va dans les montagnes (ru) (Alitet oukhodit v gory, Алитет уходит в горы)
- 1953 : Nos champions (Nachi chempiony, Наши чемпионы)
- 1955 : La Mère (Mat, Мать)
- 1957 : Le Cheval qui pleure (Dorogoï tsenoï, Дорогой ценой)
- 1959 : Thomas Gordeïev (Foma Gordeïev, Фома Гордеев)
- 1962 : Bonjour les enfants (ru) (Zdravstvouïte, deti, Здравствуйте, дети!)
- 1965 : Le Cœur d'une mère (ru) (Serdtse materi, Сердце матери)
- 1966 : Le Dévouement d'une mère (ru) (Vernost materi, Верность матери)
- 1969 : Chaliapine (Шаляпин)
- 1973 : Nadedja (ru) (Nadejda, Надежда)
- 1978 : Les Époux Orlov (ru) (Souprougi Orlovy, Супруги Орловы) d'après la nouvelle de Maxime Gorki Les Époux Orlov

## Récompenses
- 1941 : Prix Staline pour le film L'Enfance de Gorki
- 1943 : Prix Staline pour le film L'Arc-en-ciel
- 1948 : Prix Staline pour le film L'Institutrice du village
- 1956 : Sélection officielle au Festival de Cannes pour La Mère
- 1960 : Au Festival de Locarno, Léopard d'argent pour Foma Gordeev
- 1966 : Artiste du peuple de l'URSS
- 1968 : Prix d'État d'URSS pour le film Le Cœur d'une mère (Serdtse materi)
- 1971 : Héros du travail socialiste
- 1981 : Ordre de la Révolution d'Octobre
- Deux fois l'ordre de Lénine
- Ordre du Drapeau rouge du Travail